# 端皇后 (朱碩熿)
端皇后魏氏（？—？），明端帝朱碩熿妻。
魏氏事跡不詳，只知她嫁與明端帝及生子明宣帝朱器墭。隆武元年（1645年），明紹宗追上諡號為端皇后。